# Tircan
Tircan è un comune dell'Azerbaigian situato nel distretto di İsmayıllı. Conta una popolazione di 1 375 abitanti.